# Distrito de Manandriana
Manandriana es un distrito de la región de Amoron'i Mania, en Madagascar. Según el censo de 2018, tiene una población de 106 446 habitantes.
Está ubicado en el centro de la isla, a poca distancia al sur de la capital nacional, Antananarivo.